# Lapang Timur
Lapang Timur is een bestuurslaag in het regentschap Bireuen van de provincie Atjeh, Indonesië. Lapang Timur telt 800 inwoners (volkstelling 2010).